# Orgilus ibericus
Orgilus ibericus är en stekelart som beskrevs av Taeger 1989. Orgilus ibericus ingår i släktet Orgilus och familjen bracksteklar. Inga underarter finns listade i Catalogue of Life.